# Marry My Dead Body
Marry My Dead Body (em chinês:  關於我和鬼變成家人的那件事) é um filme de comédia sobrenatural e mistério taiwanês de 2022, dirigido por Cheng Wei-hao e estrelado por Greg Hsu, Austin Lin e Gingle Wang. O filme estreou no Taipei Golden Horse Film Festival em 17 de novembro de 2022 e foi lançado oficialmente em Taiwan em 10 de fevereiro de 2023. Foi selecionado como o representante taiwanês para melhor filme internacional no Oscar 2024, mais não foi indicado.
A história combina humoristicamente o costume tradicional chinês do casamento fantasma com uma história policial, bem como um romance entre um humano e um fantasma.
O filme foi adaptado para um filme tailandês pela GDH 559, intitulado "The Red Envelope" (Ghost Marriage, Red Envelope), estrelado por Putthipong Assaratanakul como Wu e Krit Amnuaydechkorn como Mao, dirigido por Chayanop Boonprakob, com lançamento previsto para 13 de fevereiro de 2025.

## Elenco
- Greg Hsu como Wu Ming-han
- Austin Lin como Mao Pang-yu (Mao Mao)
- Gingle Wang como Lin Tzu-ching
- Tsai Chen-nan como Lin Hsiao-yuan
- Wang Man-Chiao como Mao Chen A-lan
- Tuo Tsung-hua como Mao Cheng-kuo
- Ma Nien-hsien como Chang Yung-kang
- Cheng Chih-wei como Mestre do Templo
- Chen Yen-tso como Chubby
- Chang Zhang-xing como A-Gao
- Cliff Cho como Hsiao-Ma
- Kurt Hsiao como policial distrital
- Liu Kuan-ting como policial
- Aaron Yan como Chen Chia-hao
- Chris Lee como namorado de Chia-hao

## Produção
O diretor Cheng Wei-hao ganhou o Golden Harvest Award e o Golden Horse Award de melhor curta-metragem de ação ao vivo pelo curta-metragem The Death of a Security Guard (2014) e colaborou com o produtor Jin Bai-lun em The Soul (2021), que foi indicado ao Golden Horse Award de Melhor Roteiro Adaptado. No mesmo ano, os dois co-produziram o filme Man in Love (2021).
Para Marry My Dead Body, Cheng usou a mesma equipe de filmagem de Man in Love. Cheng também cooperou com Sharon Wu, que escreveu a série de televisão In a Good Way (2013), para desenvolver o roteiro inicial de Marry My Dead Body. Em novembro de 2021, Cheng participou da festa de indicados ao Golden Horse Awards por The Soul, e revelou que havia começado a se preparar para filmar seu próximo filme. Ele também afirmou que teria um tema de humor ácido e contaria com Greg Hsu como ator principal. Em dezembro de 2021, a equipe de filmagem realizou uma cerimônia de abertura, revelando que outro ator principal era Austin Lin. Em janeiro de 2022, as filmagens foram oficialmente concluídas.
Os produtores Jin Bai-lun e Dennis Wu atuaram como jurados do primeiro concurso Let's Be Wild. Em 2018, Lai Chih-liang ganhou o Primeiro Prêmio de Melhor História Criativa no concurso para a história original do filme, e Lai também ganhou o Primeiro Prêmio Bucheon no Bucheon International Fantastic Film Festival em 2020 pela mesma história.
A equipe de filmagem começou a planejar o filme após o concurso Let's Be Wild 2018 e realizou um longo processo de adaptação do roteiro. O diretor e os atores principais mencionaram que devido ao uso de muitos efeitos especiais no filme, a filmagem e a pós-produção foram complicadas. Durante várias tomadas, os atores tiveram que atuar sozinhos diante de uma chroma key, do ar ou da câmera. Segundo os três atores principais, este foi o maior desafio durante as filmagens.

## Escolha de elenco
Greg Hsu, que foi indicado ao Golden Bell Award de Melhor Ator Principal em Série de Televisão por Someday or One Day (2019), interpreta Wu Ming-han, um policial hétero que é apaixonado e impulsivo no tratamento de casos. O diretor Cheng Wei-hao expressou que viu o potencial de Hsu antes de se tornar popular por causa de seu trabalho em Someday or One Day, e o acordo foi fechado logo depois que ele abordou Hsu. Hsu disse que é uma grande honra cooperar com excelentes diretores e atores. Ao ver o roteiro pela primeira vez, sentiu-se atraído pelos temas e afirmou acreditar que esse papel precisava ter senso físico. Para o papel, ele passou vários meses fazendo exercícios físicos antes de filmar. Ele disse que Wu Ming-han foi um papel desafiador para ele, pois houve várias cenas em que ele se sentiu envergonhado, inclusive estando nu em um fio voador, o que o fez sentir como se tivesse "caído na armadilha do diretor", mas também um oportunidade de se esforçar.
Austin Lin, que ganhou o Golden Horse Award de Melhor Ator Coadjuvante por At Cafe 6 (2016), interpreta Mao Pang-yu (Mao Mao), um fantasma gay que morreu injustamente em um acidente. Austin afirmou que achou um desafio interpretar bem a comédia e que Mao foi o maior, mas o mais solitário papel que ele já desempenhou. No filme, apenas Hsu, que é casado com ele no casamento fantasma, poderia vê-lo; outros atores tiveram que "fechar os olhos" quando filmavam com ele. Austin afirmou acreditar que Mao Mao era um personagem muito valioso e especial, e disse que tem muitos amigos gays como Mao Mao ao seu redor. Ele afirmou que desejava que o público soubesse que existem muitas pessoas calorosas e amáveis como Mao Mao neste mundo através de sua apresentação.
Gingle Wang, que ganhou o Taipei Film Award de Melhor Atriz por Detention (2019), interpreta o policial Lin Tzu-ching. Ela disse que ao observar os dois atores principais jogando um contra o outro durante as filmagens, ela finalmente percebeu a alegria de ser uma fujoshi. No seu papel de policial que trabalha entre os homens, ela afirmou que desejava expressar como as mulheres são vulneráveis à discriminação na sociedade atual.

## Música
A música tema do filme "Untitled" é interpretada pela vencedora do Golden Melody Award Jolin Tsai, que também participou da composição e produção. Ela e o diretor Cheng Wei-hao cooperaram duas vezes antes disso. Cheng disse que quando criou a música tema no estágio inicial de preparação do filme, achou que Tsai era a melhor escolha para cantá-la.
A música descreve as fases de estar apaixonado, começando com ambiguidade e confusão, depois buscando e explorando, até a iluminação repentina. O título da música “Untitled” descreve um amor que não precisa ser definido, mas que encontrou o estado mais confortável. A música e o videoclipe foram lançados oficialmente em 9 de dezembro de 2022. Dirigido por Yin Chen-hao, o videoclipe estrelou Austin Lin e Wang Man-chiao nos personagens de Mao Mao e Mao Chen A-lan. No mesmo dia, Tsai, Cheng e Lin conduziram uma transmissão ao vivo na conta oficial do filme no Instagram, compartilhando histórias dos bastidores da criação de músicas e videoclipes.
Além da música tema, o filme também usa diversas músicas de Tsai como interlúdios. Cheng disse que Tsai é representativa da cultura LGBT de Taiwan e acredita que suas canções são adequadas ao tema transmitido pelo filme. A trilha sonora do filme foi interpretada pelo guitarrista Kay Liu do Sodagreen, que ganhou o Golden Bell Award de Melhor Trilha Sonora para Série Dramática pela série, The Pond (2021), onde ele e Cheng colaboraram pela primeira vez. Cheng disse que na cooperação anterior, Liu expressou seu interesse e entusiasmo em fazer trilhas sonoras para filmes e televisão, por isso foi convidado para se encarregar da produção da trilha sonora deste projeto.

## Lançamento
O Golden Horse International Film Festival anunciou em 30 de agosto de 2022 que este filme foi selecionado como o filme de encerramento de 2022. Em 11 de outubro de 2022, as contas oficiais do filme nas redes sociais foram abertas e um teaser do filme foi lançado. O pôster da versão festival do filme foi lançado em 17 de outubro de 2022. Um trailer foi lançado em 28 de outubro de 2022. Um pôster foi lançado em 4 de novembro de 2022. A estreia foi realizada em 17 de novembro de 2022. 2022. Cheng Wei-hao, Jin Bai-lun, Dennis Wu, Greg Hsu, Austin Lin, e Gingle Wang compareceram ao evento de estreia. Cheng disse que a versão de estreia foi uma "edição limitada" exclusivamente para o Golden Horse Film Festival. Ainda faltava um mês para a conclusão do período de pós-produção do filme, e os ajustes de pós-produção foram feitos antes do lançamento oficial.
O filme foi exibido para sua estreia na Costa Leste no 22º Festival de Cinema Asiático de Nova York na seção Taiwan Transcendent em 17 de julho de 2023.

## Adaptação
O filme foi adaptado para um filme tailandês pela GDH 559, intitulado "The Red Envelope" (em tailandês: ซองแดงแต่งผี Marry Ghost with The Red Envelope), estrelado por Putthipong Assaratanakul como Wu e Krit Amnuaydechkorn como Mao, dirigido por Chayanop Boonprakob, com lançamento previsto para 13 de fevereiro de 2025.